# Municipio de San Francisco de Borja
El Municipio de San Francisco de Borja es uno de los 67 municipios en que se divide el estado mexicano de Chihuahua. Su cabecera es el pueblo de San Francisco de Borja.

## Demografía
Según el Conteo de Población y Vivienda de 2005 realizado por el Instituto Nacional de Estadística y Geografía, la población del municipio de San Francisco de Borja es de 2,243 habitantes, de los cuales 1,132 son hombres y 1,111 son mujeres.

### Localidades
En el censo de 2020 el municipio de San Francisco de Borja contaba con 40 localidades.
| Código INEGI      | Localidad              | Población (2020) |
| ----------------- | ---------------------- | ---------------- |
| 080570001         | San Francisco de Borja | 1 138            |
| Otras localidades | Otras localidades      | 1 059            |
| Total municipal   | Total municipal        | 2 197            |

## Política

### Representación legislativa
Para la elección de Diputados al Congreso de Chihuahua y al Congreso de la Unión, el municipio de San Francisco de Borja se encuentra integrado de la siguiente manera:
Local:
- Distrito electoral local 21 de Chihuahua con cabecera en Hidalgo del Parral.

Federal
- Distrito electoral federal 9 de Chihuahua con cabecera en Hidalgo del Parral.[7]

### Presidentes municipales
Presidente municipal  Periodo
Filomeno Parra	                   1950 - 1952
Jesús Ma. Cano	                   1953 - 1955
Ignacio Meléndez	           1956 - 1956
Andrés Andazola	                   1956 - 1959
Filomeno Parra	                   1959 - 1962
José Dolores Cano	           1962 - 1965
Luis Fernando Torres	           1965 - 1968
Elías Andrés Castillo	           1968 - 1971
Luis Fernando Torres	           1971 - 1974
Paz Parra Gallegos	           1974 - 1977
Guillermo Chacón M.	           1977 - 1980
Erasmo Chávez	                   1980 - 1983
Ramón Ramírez P.	           1983 - 1986
Arnaldo Sáenz Parra	           1986 - 1989
Félix Hilario Parra Chávez         1989 - 1992
José G. Aguirre C.	           1992 - 1995
Félix Hilario Parra Ch.	           1995 - 1998
Vicente Anselmo Nevárez V.         1983 - 2001
Clemente Rubén Nevárez Cadena      2001 - 2004
Arturo Mendoza Arras	           2004 - 2007
Anselmo Parra Chávez	           2007 - 2010
Arturo Mendoza Arras	           2010 - 2013
Alejandro Parra Quezada	           2013 - 2016
Hilda Caro Guanespen               2016 - 2021
Vicente Anselmo Nevárez Villalba   2021 - 2024